# Moclips (település)
Moclips az Amerikai Egyesült Államok északnyugati részén, Washington állam Grays Harbor megyéjében elhelyezkedő statisztikai település. A 2010. évi népszámlálási adatok alapján 207 lakosa van.
Edmond Meany gyűjtése szerint a Moclips egy quinault hely neve, ahova a lányokat a pubertáshoz közeledvén küldik, azonban William Bright forrásai alapján a szó jelentése „nagy patak”.

## Történet
1792-ben a régióba érkezett Robert Gray; ő volt a terület első nem őslakos látogatója. Az indiánok száma a bevándorlók által behurcolt himlő, malária és kolera miatt néhány tucat főre csökkent.
Az 1885-ös egyezménnyel létrejött a Quinault rezervátum.
A település nagy része az 1911-es viharokban megsemmisült.

## Népesség
A település népességének változása:
| Lakosok száma | 615  | 207  | 211  |
|               | 2000 | 2010 | 2020 |

## A kultúrában
- John Wayne McQ című filmjének óceánparti jeleneteit Moclipsben vették fel.[10]
- A Band of Horses rockegyüttes NW Apt. című dalának videóklipjét itt forgatták.[11]
- Kurt Cobain első együttese, a Fecal Matter a The Spot Tavernben a Melvins előzenekara volt.[12]

## Fordítás
- Ez a szócikk részben vagy egészben  a   Moclips, Washington című angol Wikipédia-szócikk ezen változatának fordításán alapul.  Az eredeti cikk szerkesztőit annak laptörténete sorolja fel. Ez a jelzés csupán a megfogalmazás eredetét és a szerzői jogokat jelzi, nem szolgál a cikkben szereplő információk forrásmegjelöléseként.